# اوفلاين تي في
اوفلاين تي في هي مجموعة من منتجي المحتوى في منصات التواصل الاجتماعي الذين يسكنوا بمدينة لوس أنجلوس. ينتجون الكثير من المحتوى المتنوع، مثل مقالب الفديو الطريفة ومدونات الفيديو ولعي الالعاب معا. تمتاز المجموعة بعدد كبير من المتابعين على منصات التواصل الاجتماعي.

## التأسيس
شُكلت هذه المجموعة على يد ويليم لي (سكارا) مع مدير أعماله في ذلك الحين، كريس تشان ، وإيمان أنيس (بوكيماين). كانت هناك محاولات فاشلة من ويليم لي لتكوين مجموعة من منتجي المحتوى, ولكنه نجح بإنشاء هذه المجموعة تتضمن أعضاء منهم بوكيماين ويونا وكرس جان.
<<كنت فقط أريد العيش مع أصدقاء. كانت هذه هي فكرة إنشاء المجموعة. اريد العيش مع أصدقائي وانتاج أعمال مرحة معهم. بدئتها انا مع مدير أعمالس كرس في ذالك الوقت.>>
- وليم في حديثا له عن انشاء المجموعة

## الاعضاء الحاليين
| كنية        | انضم | دور              | ملحوظة    |
| ----------- | ---- | ---------------- | --------- |
| سكاررا      | 2017 | الشخصية          | شريك مؤسس |
| بوكيماني    | 2017 | الشخصية          | شريك مؤسس |
| ليلي        | 2017 | الشخصية          |           |
| توست        | 2017 | الشخصية          |           |
| إيفون       | 2018 | الإدارة والشخصية |           |
| مايكل ريفز  | 2019 | الشخصية          |           |
| برودين بليت | 2020 | الإنتاج والشخصية |           |
| سدني        | 2021 | شخصية            |           |
| جون         | 2021 | شخصية            |           |
| جودي        | 2021 | شخصية            |           |

### سكارا
وليام لي (من مواليد 25 نوفمبر 1989) ، والمعروف باسمه المستعار سكارا ، هو منتج محتوى أمريكي في منصة تويتج ولاعب محترف سابق في لعبة ليغ أوف ليجيندز. اشتهر بكونه لاعب وسط في فريق ديجانتا. وهو أحد مؤسسي اوفلاين تيفي مع مدي أعماله أنذاك.

### بوكيماين
إيمان أنيس  (من مواليد 14 مايو 1996) ، اشتهرت بالاسم المستعار بوكيماين ، هي مغربية كندية الاصل ومنتجة محنوى في منصة تويتج ويوتيوب. اشتهرت إيمان بالبث المباشر على منصة تويتج (twitch)، حيث تشارك تجاربها في الألعاب — وعلى الأخص لعبتي ليك اوف ليجندز و فورتنايت. ، إ ضافة الى إمتلاكها ثلاث قنواة على منصة اليوتيوب. قالت بمقابلة مع ريفت هاريلد بخصوص اوفلاين تيفي أنه "... ليس من الممتع أن تكون شخصًا منتجا للبث المباشر وتعيش بمفردك، لذلك قررنا أن نعيش معا وليس فقط للصحية ولكن لأنتاج المحتوى الجيد معا لجماهيرنا، وهي أيضا من الاعضاء الاربعة الاوليين.
عاشت إيمان في منزل اوفلاين تي في حتى يونيو 2020 وانتقلت بعد ذلك للعيش مع زميلات لها، بما في ذلك فالكيري. أعلنت في البداية أن هذه الخطوة كانت نتيجة وجود مشكلة في الموازنة بين العمل وحياتها الخاصة،  حتى كشفت إيمان لاحقًا أن المشكلات المتزايدة مع فيدمايستر الذي كان عضوا في المحموعةهي السبب الرئيسي في العيش منفصلة عن المجموعة، كان السبب انها علمت أن فدمايستر كان يشهر بها للأخرين إضافتا الى مشاكله مع أعضاء آخرين.

### ليلي
ليلي كي (من مواليد 20 نوفمبر 1991) ، والمعروفة أيضًا باسم ليليبيتشو، هي صانعة محتوى أمريكية في منصتي اليوتوب وتويتج ومنتجة أغاني،  اكتسبت ليلي شعبية في عام 2011 عندما أصدرت أغنيتها "سوف أترك LOL" التي حصلت على أكثر من 8 مليون مشاهدة على موقع يوتيوب. تتكون قناتها على اليوتيوب من رسوم متحركة ومدونات فيديو وأغاني وأعمال فنية وعزف بيانو بينما بثها في منصة تويتج من لعب ليج أوف ليجندز(عصبة الابطال)  وفن الرسم وموسيقى.
شاركت في إعلانات مع حبيبها السابق التي اطلقتها شركة رايوت في منصة اليوتيوب للعبة ليج اوف ليجندز في سبتمبر عام 2018. اعلنت انها في علاقة مع عضوا آخر مايكل رييفز في العشرين من فبراير عام 2020.

### ديسكايس توست
جيريمي وانج (من مواليد 25 نوفمبر 1991) ، والمعروف باسمه المستعار توست، هو التايواني الكندي على Twitch و Facebook الذي اشتهر بلعب Hearthstone . لقد حصل على اسمه المستعار من بطاقة Hearthstone المسماة SI: 7 Agent ، أحد خطوط صوتها هو "This guy toast" ، والذي يُسمع عادة في المجتمع على أنه "نخب مقنع". بدأ Wang نشاطه في مجتمع Hearthstone من خلال إنشاء الرسوم البيانية ومقاطع الفيديو على YouTube لتفاعلات البطاقة غير العادية التي شاركها على Reddit. غطى وانغ وجهه بقناع من الورق المقوى على شكل توست بالنظارات الشمسية عندما بدأ التدفق حتى كشف وجهه عن طريق الخطأ في أكتوبر 2016. في أكتوبر 2017 ، انضم وانغ إلى OfflineTV.